# Silvo Lahtela
Silvo Lahtela (* 28. Juni 1959 in Helsinki) ist ein deutscher Schriftsteller.
Silvo Lahtela ist ein Sohn der Theater- und Filmregisseurin Helke Sander und des finnischen Schriftstellers Markku Lahtela. Er lebt in Berlin als freier Autor.

## Werke
- Auf dem Heldenstrich, Cyrano, Berlin 1984
- Zeichendämmerung, Insel, Frankfurt/Main 1990
- Alp-Traum Terror, Schwarzkopf & Schwarzkopf, Berlin 1995
- Letzte Obsession, Schwarzkopf & Schwarzkopf, Berlin 1995 (Ullstein Verlag 1999)
- Update, Ullstein, Berlin 1999
- Nachtfahrten, Schwarzkopf & Schwarzkopf, Berlin 2015

## Sonstiges
Lahtela ist ein herausragender Schachspieler. 2002 betrug seine Elo-Zahl 2236.